# Кузютина, Наталья Юрьевна
Ната́лья Ю́рьевна Кузю́тина (англ. Natalia Yuryevna Kuziutina; род. 8 мая, 1989 год, Брянск, СССР) — российская олимпийская дзюдоистка и боец смешанных единоборств. Обладательница 5-го дана ФДР (17.12.2019 № 002012), бронзовый призёр Олимпийских игр 2016 года, призёр чемпионатов мира, многократная чемпионка Европы, победительница Универсиады 2013 года, призёр Европейских игр 2015 года. Заслуженный мастер спорта России.
Профессиональный боец с 2022 года. Действующий временный чемпион в Legacy Fighting Alliance (LFA) в минимальном весе. Кузютина будет дебютировать в лиге Global Fight League (GFL) на турнире GFL 2: Фергюсон vs Дэнис 25 мая 2025 года.

## Статистика в смешанных единоборствах
| Боёв 8   | Побед 7 | Поражений 1 |
| -------- | ------- | ----------- |
| Сдачей   | 3       | 0           |
| Решением | 4       | 1           |

| Результат | Рекорд | Соперник        | Способ               | Турнир               | Дата            | Раунд | Время | Место                                   | Примечание                                                   |
| --------- | ------ | --------------- | -------------------- | -------------------- | --------------- | ----- | ----- | --------------------------------------- | ------------------------------------------------------------ |
| Победа    | 7–1    | Ясмин Гимарайнш | Единогласное решение | LFA 197              | 22 ноября 2024  | 5     | 5:00  | Кажамар, Сан-Паулу, Бразилия            | Защитила (2) временный титул чемпиона LFA в минимальном весе |
| Победа    | 6–1    | Бруна Эллен     | Единогласное решение | LFA 189              | 2 августа 2024  | 5     | 5:00  | Нью-Йорк, США                           | Защитила (1) временный титул чемпиона LFA в минимальном весе |
| Победа    | 5–1    | Джованна Кануто | Единогласное решение | LFA 173              | 15 декабря 2023 | 5     | 5:00  | Лас-Вегас, Невада, США                  | Завоевала временный титул чемпиона LFA в минимальном весе    |
| Победа    | 4–1    | СэйСея Макбанд  | Сдача (армбар)       | Titan FC 83          | 21 июля 2023    | 1     | 3:09  | Флорида, США                            |                                                              |
| Победа    | 3–1    | Моника Кучинич  | Единогласное решение | Titan FC 82 / SBC 47 | 2 июня 2023     | 3     | 5:00  | Нови-Сад, Сербия                        |                                                              |
| Победа    | 2–1    | Карен Кинтеро   | Сдача (армбар)       | Titan FC 81          | 14 апреля 2023  | 1     | 0:39  | Санто-Доминго, Доминиканская республика |                                                              |
| Поражение | 1–1    | Фатима Клайн    | Единогласное решение | Invicta FC 52        | 15 марта 2023   | 3     | 5:00  | Денвер, Колорадо, США                   |                                                              |
| Победа    | 1–0    | Дезире Беннетт  | Сдача (армбар)       | Gamebred Boxing 3    | 18 ноября 2022  | 1     | 2:51  | Билокси, Миссисипи, США                 | Дебют в минимальном весе                                     |

## Карьера
Занимается дзюдо с 11 лет, её первым тренером стала Ирина Зайчикова (Фомичева). Позже тренировалась у Михаила Храмцова и Николая Хохлова.
Двукратная чемпионка России 2007 и 2008 годов.
В 2012 году на Олимпийских играх в Лондоне в категории до 52 кг в первом раунде Наталья проиграла немке Роми Тарангуль.
В 2016 году на Олимпийских играх в Рио-де-Жанейро в категории до 52 кг проиграла в четвертьфинале японке Мисато Накамуре, но затем победила дзюдоисток с Маврикия и из Китая и завоевала бронзовую медаль.
Является военнослужащим Росгвардии. Имеет воинское звание «прапорщик» (2016).
На предолимпийском чемпионате мира 2019 года, который проходил в Токио завоевала серебряную медаль, уступив в поединке за золото японской спортсменке Ута Абэ.

## Образование
Окончила НГУ им. П. Ф. Лесгафта.

## Семья
Отец Юрий Николаевич, мать Жанна Станиславовна, сестра Марина.

## Награды
- Медаль ордена «За заслуги перед Отечеством» II степени (25 августа 2016 года) — за высокие спортивные достижения на Играх XXXI Олимпиады 2016 года в городе Рио-де-Жанейро (Бразилия), проявленные волю к победе и целеутремленность[3].

### Статистика в смешанных единоборствах
| Боёв 3   | Побед 2 | Поражений 1 |
| -------- | ------- | ----------- |
| Сдачей   | 2       | 0           |
| Решением | 0       | 1           |

| Результат | Рекорд | Соперник        | Способ                | Турнир           | Дата            | Раунд | Время | Место                             | Примечание                                                            |  |
| --------- | ------ | --------------- | --------------------- | ---------------- | --------------- | ----- | ----- | --------------------------------- | --------------------------------------------------------------------- |  |
| Победа    | 7-1    | Ясмин Гимарайнш | Единогласное решение  | LFA 197          | 22 ноября 2024  | 5     | 5:00  | Кажамар, штат Сан-Пауло, Бразилия | Защитила временный титул чемпиона LFA среди женщин в минимальном весе |  |
| Победа    | 6-1    | Бруна Эллен     | Единогласное решение  | LFA 189          | 2 августа 2024  | 5     | 5:00  | Саламанка, штат Нью-Йорк, США     | Защитила временный титул чемпиона LFA среди женщин в минимальном весе |  |
| Победа    | 5-1    | Джованна Кануто | Единогласное решение  | LFA 173          | 15 декабря 2023 | 5     | 5:00  | Лас-Вегас, Невада, США            | Бой за временный титул чемпиона LFA среди женщин в минимальном весе   |  |
| Победа    | 4-1    | Кейси Макбрайд  | Болевой (рычаг локтя) | Titan FC 83      | 21 июля 2023    | 1     | 3:09  | Халландейл-Бич, Флорида, США      |                                                                       |  |
| Победа    | 3-1    | Моника Кучинич  | Единогласное решение  | Titan FC 82      | 2 июня 2023     | 3     | 5:00  | Нови-Сад, Сербия                  |                                                                       |  |
| Победа    | 2–1    | Карен Кинтеро   | Болевой (рычаг локтя) | Titan FC 81      | 14 апреля 2023  | 1     | 0:39  | Санто-Доминго, Доминикана         |                                                                       |  |
| Поражение | 1–1    | Фатима Клайн    | Единогласное решение  | Invicta FC 52    | 15 марта 2023   | 3     | 5:00  | Денвер, Колорадо, США             |                                                                       |  |
| Победа    | 1–0    | Дезире Беннетт  | Болевой (рычаг локтя) | GFC - Gamebred 3 | 18 ноября 2022  | 1     | 2:51  | Билокси, Миссисипи, США           |                                                                       |  |